# Рібейра-де-Фрагуаш
Рібейра-де-Фрагуаш (порт. Ribeira de Fráguas; МФА: [ʁi.ˈbɐj.ɾɐ dɨ ˈfɾa.gwɐʃ]) — парафія в Португалії, у муніципалітеті Албергарія-а-Веля. Розташована в західній частині країни, на теренах історичної португальської провінції Бейра. Входить до складу округу Авейру. За адміністративним поділом, чинним до 1976 року, терени парафії були складовою провінції Берегова Бейра. Належить до Авейрівської діоцезії Католицької церкви. Патрон — святий Яків. Площа — 26,7454 км². Населення — 1713 ос. (2011). Слабо урбанізований регіон. Густота населення — 64,05 осіб/км²
. Код — 010206.

## Географія

Албергарія-а-Веля (2013)
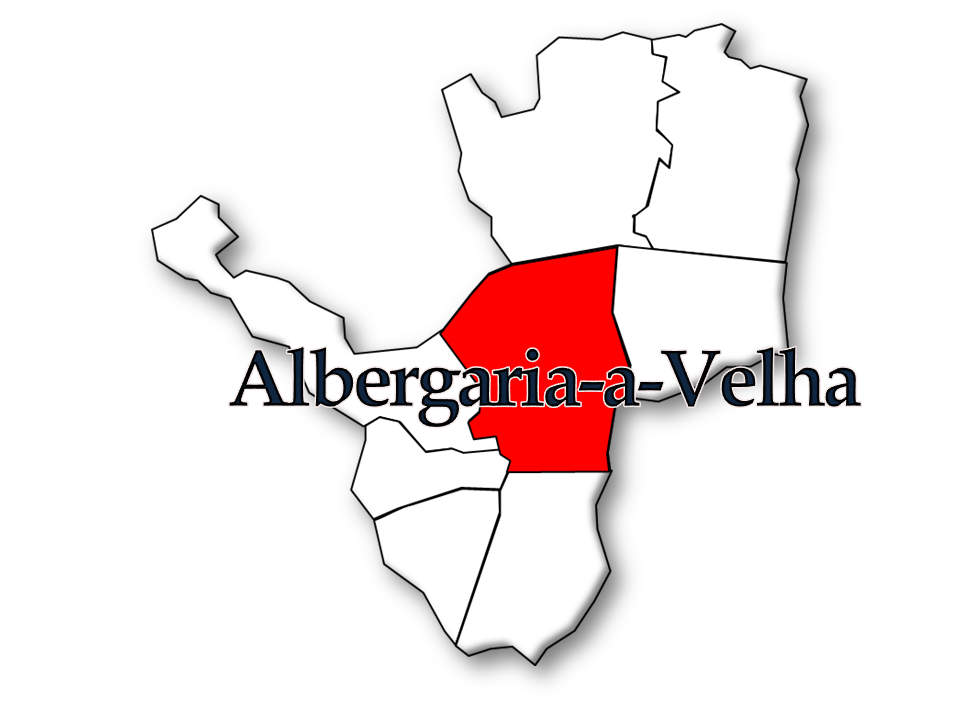
Албергарія-а-Веля
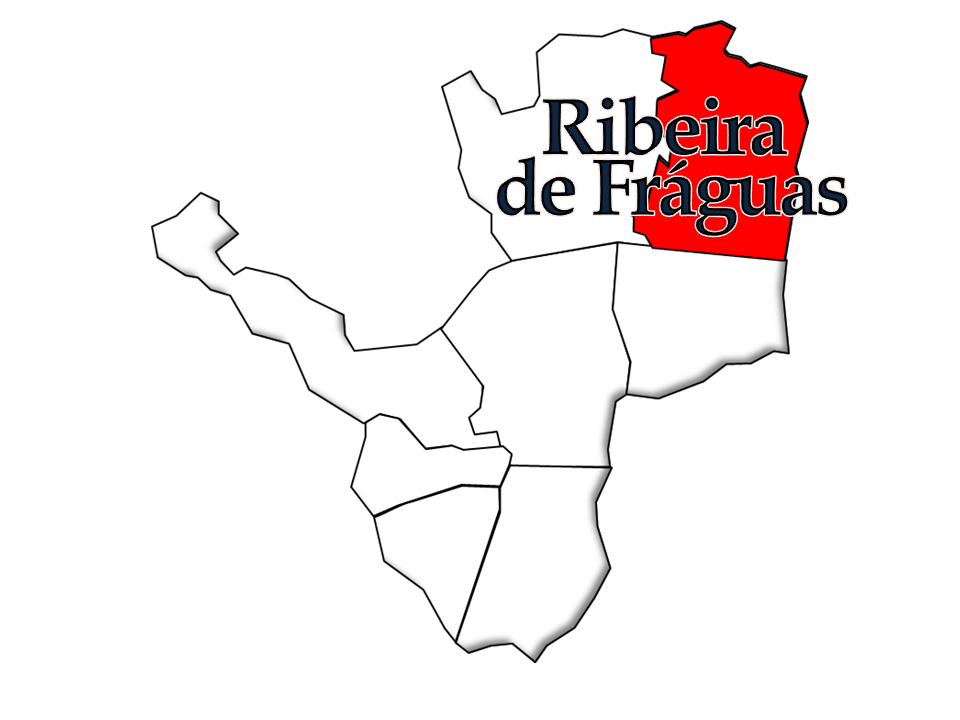
Рібейра-де-Фрагуаш

## Населення
| Кількість мешканців | Кількість мешканців | Кількість мешканців | Кількість мешканців | Кількість мешканців | Кількість мешканців | Кількість мешканців | Кількість мешканців | Кількість мешканців | Кількість мешканців | Кількість мешканців | Кількість мешканців | Кількість мешканців | Кількість мешканців | Кількість мешканців |
| ------------------- | ------------------- | ------------------- | ------------------- | ------------------- | ------------------- | ------------------- | ------------------- | ------------------- | ------------------- | ------------------- | ------------------- | ------------------- | ------------------- | ------------------- |
| 1864                | 1878                | 1890                | 1900                | 1911                | 1920                | 1930                | 1940                | 1950                | 1960                | 1970                | 1981                | 1991                | 2001                | 2011                |
| 818                 | 1.023               | 967                 | 1.106               | 1.320               | 1.416               | 1.375               | 1.584               | 1.620               | 1.728               | 1.719               | 1.791               | 1.864               | 1.869               | 1.713               |